# Lista de comunidades em Novo Brunswick
Segue-se abaixo a Lista de Comunidades em Novo Brunswick, Canadá.

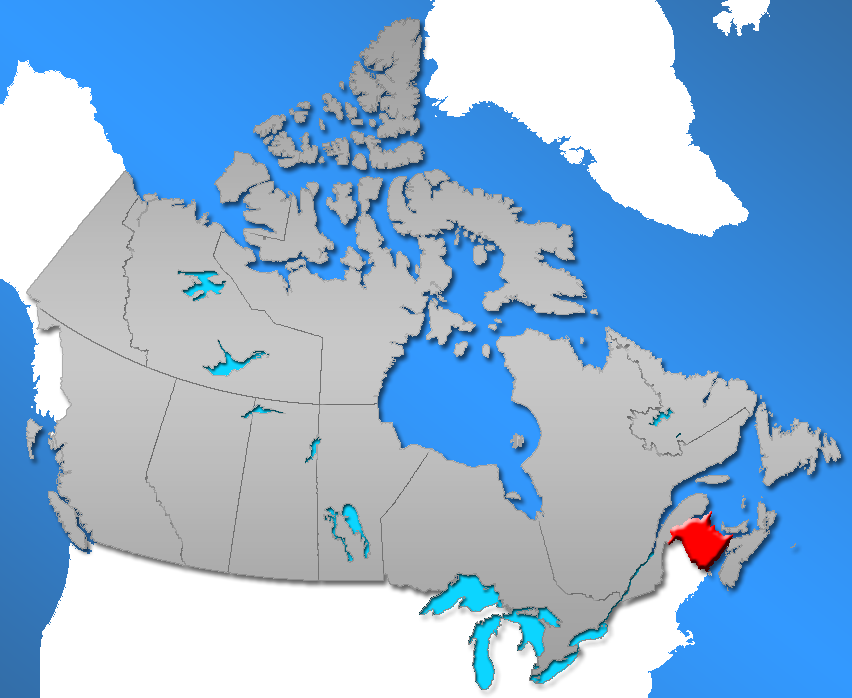
Novo Brunswick

## A
- Aberdeen
- Aboujagne
- Acadie
- Acadie Siding
- Acadieville
- Adams Gulch
- Adamsville
- Addington
- Albert Mines
- Albrights Corner
- Alcida
- Alderwood
- Aldouane
- Allainville
- Allardville
- Allison
- Alma
- Ammon
- Anagance
- Anderson Road
- Anderson Settlement
- Andersonville
- Anfield
- Anse-Bleue
- Apohaqui
- Arbeau Settlement
- Armond
- Aroostook
- Arthurette
- Ashland
- Astle
- Atholville
- Aulac
- Avondale

## B
- Back Bay
- Baie-Sainte-Anne
- Baie Verte
- Baker Brook
- Balmoral
- Barryville
- Bartibog Bridge
- Bas-Caraquet
- Bass River
- Bates Settlement
- Bath
- Bathurst
- Bay du Vin
- Bayside
- Beaubassin East
- Beaverbrook
- Beaver Dam
- Belledune
- Bellefleur
- Benjamin River
- Beresford
- Bertrand
- Berwick
- Bettsburg
- Big Hole
- Big River
- Blackland (Restigouche)
- Blacks Harbour
- Black Point
- Black River
- Black River Bridge
- Blackville
- Blair Athol
- Blissfield
- Blissville
- Bloomfield
- Bloomfield Ridge
- Boiestown
- Bocabec
- Bouctouche
- Boundary Creek
- Brantville
- Bristol
- Brockway
- Browns Flat
- Bull Lake
- Burnsville
- Burnt Church
- Burton
- Burtts Corner

## C
- Cains River
- Caithness
- Cambridge-Narrows
- Camp Harmony
- Campbell Settlement
- Campbellton
- Campobello Island
- Canterbury
- Canton des Basques
- Cap-Pelé
- Caraquet
- Caribou Depot
- Caron Brook
- Carrolls Crossing
- Casillis
- Caverhill
- Centreville
- Chamcook
- Charlo
- Chatham
- Chatham Head
- Chelmsford
- Chipman
- Clair
- Clarkville
- Cloverdale
- Cocagne
- Colebrooke Settlement
- Coles Island
- Collette
- Connors
- Cornhill
- Coteau Road

## D
- Dalhousie
- Dalhousie Junction
- Daulnay
- Dawsonville
- Debec
- Deer Island
- Derby
- Devereaux
- Dieppe
- Doaktown
- Douglas
- Douglastown
- Dorchester
- Drummond
- Dubé Settlement
- Dugas
- Duguayville
- Dumfries
- Dundee
- Dunlop
- Durham Bridge

## E
- Edmundston
- Eel Ground
- Eel River Cove
- Eel River Crossing
- Elgin
- Escuminac
- Evandale
- Évangéline

## F
- Fairisle
- Fairvale
- Five Fingers
- Flatlands
- Florenceville
- Fords Mills
- Four Falls
- Fredericton
- Fredericton Junction

## G
- Gagetown
- Gauvreau
- Geary
- Glassville
- Glencoe
- Glen Levit
- Glenwood
- Gondola Point
- Grafton
- Grand Bay-Westfield
- Grand Falls
- Grand Manan
- Grande-Anse
- Grande-Digue
- Gravel Hill
- Gray Rapids

## H
- Hainesville
- Hampstead
- Hampton
- Hanwell
- Hatfield Point
- Hartland
- Hardwicke
- Hartfield
- Harvey
- Haut-Lamèque
- Haut-Sheila
- Havelock
- Hawkshaw
- Hazeldean
- Head of Millstream
- Hebrom
- Hillsborough
- Holtville
- Honeydale
- Howard
- Hoyt

## I
- Inkerman

## J
- Jacquet River
- Janeville
- Jemseg
- Johnsville
- Juniper

## K
- Kedgwick
- Kedgwick River
- Keswick Ridge
- Kingsclear
- Kingston
- Kouchibouguac

## L
- L'Etang
- Lac-Baker
- Lac-des-Lys
- Lagacéville
- Lake George
- Lakeville
- Lamèque
- LaPlante
- Lavillette
- Lawrence Station
- Le Goulet
- Limestone
- Lincoln
- Little Shemogue
- Lockstead
- Loggieville
- Lorne
- Losier Settlement
- Lower Coverdale
- Lower Newcastle
- Ludlow
- Julian

## M
- Mactaquac
- Madran
- Magaguadavic Settlement
- Magundy
- Maisonnette
- Malauze
- Maltais
- Maltampec
- Mann Mountain Settlement
- Maple Green
- Maple Ridge
- Marysville
- Maugerville
- McAdam
- McGivney
- McGraw Brook
- McKendrick
- McLeods
- McNamee
- McNeish
- Meductic
- Memramcook
- Menneval
- Midland
- Millerton
- Millville
- Minto
- Miramichi
- Miramichi Bay
- Miscou Island
- Moncton
- Moulin-Morneault
- Mount Hebron
- Mount Middleton
- Mountain Brook

## N
- Nackawic
- Napadogan
- Napan
- Nash Creek
- Nashwaak Bridge
- Nashwaak Village
- Nasonworth
- Nauwigewauk
- Neguac
- Nelson
- Nelson Hollow
- New Bandon
- New Denmark
- New Jersey
- New Maryland
- New Mills
- Nicholas Denys
- Nigadoo
- Noonan
- Nordin
- North Head
- North Tetagouche
- Northampton
- Norton
- Notre-Dame
- Notre-Dame-de-Lourdes
- Notre-Dame-des-Érables

## O
- Oak Bay
- Odell
- Oromocto
- Ortonville
- Oxbow

## P
- Pabineau Falls
- Paquetville
- Parker Ridge
- Pembroke
- Penniac
- Penobsquis
- Perth-Andover
- Petitcodiac
- Petit-Ouest
- Petit-Rocher
- Petite-Lamèque
- Petite-Réserve
- Petite-Rivière-de-l'Ile
- Pigeon Hill
- Pinder
- Plaster Rock
- Pocologan
- Point La Nim
- Pointe-à-Bouleau
- Pointe-Alexandre
- Pointe-Canot
- Pointe-du-Chene
- Pointe-Sapin
- Pointe-Verte
- Pokemouche
- Pokeshaw
- Pokesudie
- Pokiok
- Pont-Lafrance
- Pont-Landry
- Popelogan Depot
- Port Elgin
- Porten
- Priceville
- Prince William

## Q
- Quarryville
- Quatre-Milles
- Queensbury
- Quisbis
- Quispamsis

## R
- Ramsay Sheds
- Rang-Double-Nord
- Rang-Double-Sud
- Rang-Sept
- Red Bank
- Renforth
- Renous
- Rexton
- Richibouctou-Village
- Richibucto
- Riley Brook
- Ripples
- River Charlo
- Riverside-Albert
- Riverview
- Rivière-du-Portage
- Rivière-Verte
- Robertville
- Robinsonville
- Rogersville
- Rosaireville
- Rossville
- Rothesay
- Rough Waters

## S
- Sackville
- Saint-André
- Saint-Antoine
- Saint-Arthur
- Saint-Basile
- Saint-Charles
- Saint-François-de-Madawaska
- Saint-Hilaire
- Saint-Ignace
- Saint-Irenée
- Saint-Isidore
- Saint-Jacques
- Saint-Jean-Baptiste-de-Restigouche
- Saint John
- Saint-Joseph-de-Madawaska
- Saint-Laurent
- Saint-Léolin
- Saint-Léonard
- Saint-Louis-de-Kent
- Saint-Martin-de-Restigouche
- Saint-Maure
- Saint-Norbert
- Saint-Quentin
- Saint-Sauveur
- Saint-Simon
- Sainte-Anne-de-Kent
- Sainte-Anne-de-Madawaska
- Sainte-Louise
- Sainte-Marie-de-Kent
- Sainte-Marie-Saint-Raphaël
- Sainte-Rose
- Salisbury
- Salmon Beach
- Saumarez
- Scotch Lake
- Seal Cove
- Selwood
- Sevogle
- Shannonvale
- Shediac
- Sheffield
- Shemogue
- Shippagan
- Siegas
- Sillikers
- Simpsons Field
- Sisson Ridge
- Six-Milles
- Skiff Lake
- Southampton
- South Tetagouche
- Springfield
- Squaw Cap
- Stanley
- St. Andrews
- St. George
- St. Margarets
- St. Martins
- St. Stephen
- Stickney
- Strathadam
- Stonehaven
- Sunny Corner
- Sussex
- Sussex Corner

## T
- Tabusintac
- Targettville
- Taxis River
- Taymouth
- Temperance Vale
- Tetagouche Falls
- Thibault
- Tide Head
- Tilley
- Tracadie Beach
- Tracadie-Sheila
- Tracy
- Tracy Depot
- Tremblay

## U
- Upper Balmoral
- Upper Blackville
- Upper Charlo
- Upper Crossing
- Upper Kent
- Upper Queensbury
- Upsalquitch

## V
- Val-Comeau
- Val-d'Amour
- Val-Doucet
- Val-Melanson
- Verret
- Village-Blanchard
- Village-Saint-Laurent

## W
- Waterville
- Wayerton
- Weaver Siding
- Welsford
- White Rapids
- Whites Brook
- Whites Cove
- Wicklow
- Williamstown
- Wilsons Beach
- Wirral
- Woodstock
- Wyers Brook

## Z
- Zealand